# Volkan Demirel
Volkan Demirel (Estambul, 27 de octubre de 1981) es un exfutbolista y entrenador turco que jugaba de portero.

## Biografía
Demirel empezó su carrera profesional en el Kartalspor. En 2002 fichó por el Fenerbahçe S. K., equipo en el que actualmente juega.
Su debut en la liga de Turquía se produjo el 26 de abril de 2003 contra el Samsunspor, aunque esa temporada no jugaría más, ya que fue suplente de Rüştü Reçber. Cuando este se marchó al Fútbol Club Barcelona, las puertas de la titularidad se le abrieron, pero pocos meses después se rompió la nariz. A su vuelta tuvo que luchar por la titularidad en la portería, meta que consiguió.
Con el Fenerbahçe ganó diez títulos, incluido cinco Ligas. Es icono de la afición y portó la cinta de capitán. Se retiró en 2019 tras 17 años en el club, pasando a formar parte del cuerpo técnico para trabajar con los porteros.
Se marchó definitivamente del club en julio de 2021. Antes de acabar el año inició su carrera de entrenador en el Fatih Karagümrük S. K. tras firmar por dos años y medio. Lograron terminar la temporada en octavo lugar y tras la misma dejó el cargo. Entonces, en septiembre, se unió al Hatayspor, equipo con el que se comprometió para lo que quedaba de temporada y otra opcional. Dejó el puesto en mayo de 2024 después de presentar su dimisión a falta de cuatro jornadas para el final y con el equipo en puestos de descenso tras cuatro derrotas consecutivas. El siguiente mes de octubre regresó a los banquillos para hacerse cargo del Bodrum F. K. con un contrato de tres años. Sin embargo, tras conseguir únicamente dos victorias en trece partidos, llegó a un acuerdo para su desvinculación el 3 de febrero.

## Selección nacional
Fue internacional con la selección de fútbol de Turquía en 63 ocasiones. Su debut como internacional se produjo el 28 de abril de 2004 en un partido amistoso contra la selección de Bélgica.
Fue convocado por su selección para disputar la Eurocopa de Austria y Suiza de 2008, en la que el equipo turco logró un gran campeonato, ya que llegó a semifinales. Participó en los tres primeros partidos de su equipo en el torneo. Fue expulsado en los minutos finales del partido contra la selección de República Checa por agredir a un rival.

## Clubes

### Como jugador
| Club             | País    | Año       |
| ---------------- | ------- | --------- |
| Kartalspor       | Turquía | 2000-2002 |
| Fenerbahçe S. K. | Turquía | 2002-2019 |

### Como entrenador
| Club                   | País    | Año       |
| ---------------------- | ------- | --------- |
| Fatih Karagümrük S. K. | Turquía | 2021-2022 |
| Hatayspor              | Turquía | 2022-2024 |
| Bodrum F. K.           | Turquía | 2024-2025 |

## Palmarés

### Títulos nacionales
| Título               | Club             | País    | Año  |
| -------------------- | ---------------- | ------- | ---- |
| Superliga de Turquía | Fenerbahçe S. K. | Turquía | 2004 |
| Superliga de Turquía | Fenerbahçe S. K. | Turquía | 2005 |
| Superliga de Turquía | Fenerbahçe S. K. | Turquía | 2007 |
| Supercopa de Turquía | Fenerbahçe S. K. | Turquía | 2007 |
| Supercopa de Turquía | Fenerbahçe S. K. | Turquía | 2009 |
| Superliga de Turquía | Fenerbahçe S. K. | Turquía | 2011 |
| Copa de Turquía      | Fenerbahçe S. K. | Turquía | 2012 |
| Copa de Turquía      | Fenerbahçe S. K. | Turquía | 2013 |
| Superliga de Turquía | Fenerbahçe S. K. | Turquía | 2014 |
| Supercopa de Turquía | Fenerbahçe S. K. | Turquía | 2014 |